# Inayat K. Gill
Inayat Khera Gill (* 2. Dezember 1924 in Kot Agan, Britisch-Indien; † 13. September 2012 in Pulheim) war ein deutscher Sportlehrer pakistanischer Herkunft.

## Leben
Inayat Gill wurde 1924 als Sohn einer kleinen Familie in Kot Agan geboren, einem kleinen Dorf im heutigen Distrikt Sialkot, etwa 80 Kilometer von der Großstadt Sialkot entfernt. Im selben Dorf besuchte er die Grundschule, dann die C.T.I. Mission High School, eine Mittelschule mit Internat drei Kilometer weiter. 1942 trat er in die Armee ein und arbeitete dort als Ausbilder im Bereich Sport. 1948 verließ er die Armee und arbeitete in verschiedenen Mittelschulen als Sportlehrer. 1953 wurde er als Lehrer in der von der Regierung neu gegründeten Sporthochschule in Walton/Lahore berufen. Außerdem übernahm er die Stelle als Leiter des Studentenwohnheims. 1955 wurde er von der Regierung von Pakistan nach Deutschland zur weiteren Fortbildung geschickt. Er studierte bis 1959 in Köln an der Deutschen Sporthochschule und schloss mit dem Diplom sein Studium ab. Bis 1961 studierte er dann in Graz an der Universität und promovierte dort zum Doktor der Philosophie. In Uffenheim fand er Arbeit als Sportlehrer am Evangelischen Gymnasium, bis er 1962 nach Pakistan zurückkehrte. Mit dem Marie-Adelaide-Lepra-Zentrum (MALC), arbeitete er mit Lepra-Patienten in der Lepra-Kolonie McLeod Road in Karatschi. 1963 wurde ein neues Krankenhaus gekauft, in dem er ein Büro als Direktor für Sozialarbeit erhielt. Er entwickelte ein eigenes Konzept, das zur Basis wurde bei der Behandlung von Lepra-Patienten und ihrer Familienangehörigen bezüglich ihrer sozialen Probleme.
Inayat Gill kehrte 1970 mit seiner Familie nach Deutschland zurück. Vom deutschen Bundesministerium für Jugend, Familie und Gesundheit erhielt er den Auftrag zu erforschen, ob durch Sport eine Möglichkeit besteht, Behinderten entscheidend zu helfen. In Verbindung mit der Deutschen Sporthochschule in Köln, Abteilung Rehabilitation, und der Forschungsgemeinschaft „Das behinderte Kind“ wurden unter der Leitung von Gill die ersten Schritte begonnen. Gleichzeitig nahm Gill mit der Organisation British Spastics aus England Kontakt auf, um deren Erfahrungen in Deutschland umzusetzen. Gleichzeitig wurde Gill Lehrbeauftragter der heilpädagogischen Abteilung an der Universität Köln. 1971 fuhr er mit einer kleinen Gruppe nach London und gründete dort den Verein „International Europe Games“. Ziel war es, an diesen Spielen mit Erfolg teilzunehmen. 1972 nahm Deutschland mit 55 behinderten Athleten an diesen Spielen teil.
In der Zeit zwischen 1974 und 1991 bildete Inayat Gill in Köln, Bielefeld und Pakistan Studenten zu Lehrern des Behindertensports aus. Den Auftrag in Pakistan erhielt er von der WHO.

## Ehrungen
- Bundesverdienstkreuz am Bande (10. Dezember 1980)[3]

## Schriften
- Friends not Outcasts, Social Rehabilitation of Leprosy Patients. Helios Publisher, New York 1972, Nr. 79-184944 (deutsche Übersetzung: Partner, nicht Ausgestoßene, die Sozialarbeit mit Leprakranken. Schindele Verlag, Rheinstetten 1973).
- Manfred Backhausen, Inayat K. Gill: Die Opfer sind schuld. Machtmißbrauch in Pakistan. Akropolis-Verlag, 1993, ISBN 978-3-92952808-4.
- Heilpädagogische Leibeserziehung mit Behinderten. Band 1, Hans Puty Verlag, Wuppertal 1974.
- Möglichkeiten des Sports bei der Rehabilitation Körperbehinderter. Band 9, Schindele Verlag Rheinstetten 1974.
- Lecture delivered by Dr. I.K.Gill on Social Problems of Leprosy patients in 9th International Leprosy Congress in London 1968 (Audio- und Video-CD).
- Ref: New Life; Marie Adelaide Leprosy Centre, Karachi, Pakistan: An appeal to the Schools to accept the children of Leprosy patients.